# Ilıpınar, Taşova
Ilıpınar là một xã thuộc huyện Taşova, tỉnh Amasya, Thổ Nhĩ Kỳ.